# Brachypteryx montana
Brachypteryx montana és una espècie d'ocell de la família dels muscicàpids (Muscicapidae). Es troba a Indonèsia i les Filipines. El seu hàbitat natural són els boscos tropicals i subtropicals de frondoses humits de l'estatge montà. El seu estat de conservació és de risc mínim.

## Taxonomia
Segons la Classificació del Congrés Ornitològic Internacional (versió 12.1, 2022) aquesta espècie estaria formada per 11 subespècies, 7 de les quals a les Filipines. Tanmateix, el Handook of the Birds of the World i la quarta versió de la BirdLife International Checklist of the birds of the world (desembre 2019), segueixen un altre criteri taxonòmic, segons el qual Brachypteryx montana es segmentaria en cinc espècies diferents:
- Brachypteryx montana (stricto sensu) - Alacurt de Java.[5]
- Brachypteryx poliogyna - Alacurt de les Filipines
- Brachypteryx erythrogyna - Alacurt de Borneo.
- Brachypteryx saturata - Alacurt de Sumatra.
- Brachypteryx floris - Alacurt de l'illa de Flores.